# DrayTek
DrayTek(居易科技) ist ein taiwanischer Hersteller von Netzwerklösungen, angefangen von Enterprise-Level Firewalls, über unternehmenskritische VPN-Lösungen für kleine und mittlere Unternehmen (SOHO), bis hin zu xDSL- und Breitband-Teilnehmerendgeräte (CPE) für den Privatanwender.
Die Aktien des Unternehmens werden seit November 2004 unter dem Börsenkürzel 6216.TW an der Börse in Taipeh gehandelt.
Das Unternehmen erfüllt alle gängigen Standards wie ISO 9001, RoHS und WEEE und besitzt Zweigstellen in China.

## Geschichte des Unternehmens
Seit der Gründung der DrayTek Corp. im Jahre 1997 ist das Unternehmen stetig gewachsen und hat sich in der IT-Branche für Application Layer Gateway und DSL-Access Gateway Lösungen einen Namen gemacht. DrayTek bietet Produkte in den Bereichen Multi-VPN, Firewall, VoIP, Wireless LAN sowie Enterprise-Lösungen mit UTM an. Im Jahr 2002 war DrayTek die erste Firma, die mit dem Vigor2200 einen Router für die durch BT im Vereinigten Königreich eingeführten neuen ADSL-Leitungen bereitstellen konnte.
Seit dem 1. Januar 2015 wird DrayTek in Deutschland, Österreich und der Schweiz durch die uniVorx GmbH in Schönefeld (bei Berlin) vertreten.

## Produkte

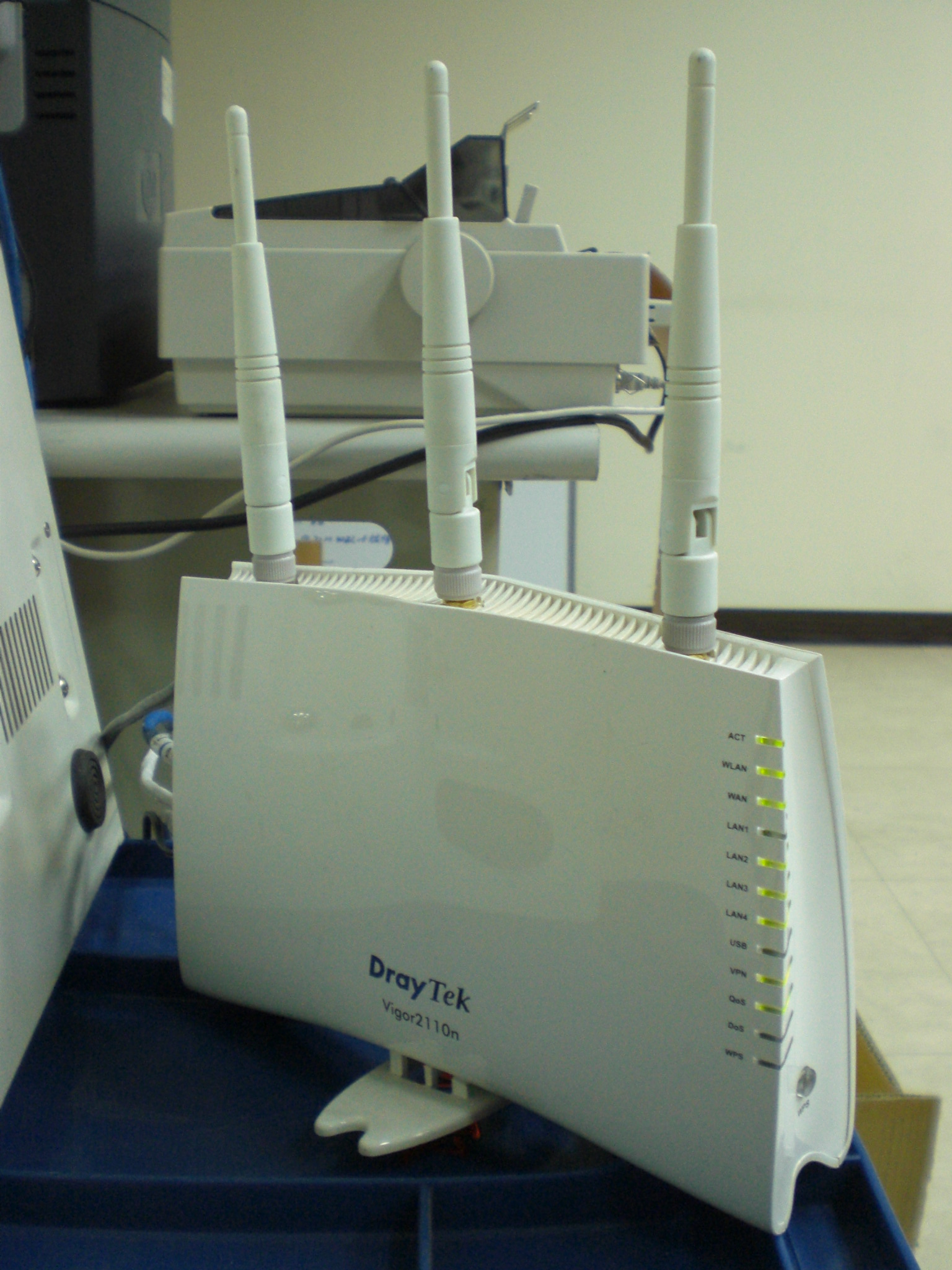
DrayTek Vigor 2110n

DrayTek stellt semi- und professionelle Netzwerkkausrüstung her, nennenswert sind die bereits in kleinen Geräten implementierten professionellen VPN Funktionen mit bis zu 500 parallelen Tunneln pro Gerät.
ISDN Zubehör ist seit 2015 nicht mehr im Angebot.